# هیروشی سوچیدا
هیروشی سوچیدا (انگلیسی: Hiroshi Tsuchida; ۸ فوریهٔ ۱۹۷۲ – ) صداپیشگی اهل ژاپن بود. وی از سال ۱۹۹۴ میلادی تاکنون مشغول فعالیت بوده‌است.